# Puig de n'Helena
El Puig de n'Helena és una elevació de 310,41 metres situada a l'entrada de la vall de Coanegra, en el terme municipal de Santa Maria del Camí.
La petita elevació domina la possessió de Son Torrella i als seus costers s'uneixen les possessions de Son Palou, Son Berenguer, Son Agulla, Son Oliver i es Cabàs. En el s. XIX l'Arxiduc Lluís Salvador l'observà cobert d'olivars, que en l'actualitat han estat substituïts per un dens pinar.
El nom fa referència a una molinera del molí de Son Agulla, que nomia Helena. Aquest personatge surt documentat en el segle xiv. En el s. XV s'esmenta el molí de n'Helena, després de Son Colombàs i més modernament de Son Agulla.